# Zhang Chao
Zhang Chao (chinesisch 張超 / 张超, Pinyin Zhāng Chāo; * 5. Januar 1985) ist ein chinesischer Tischtennisspieler. Bei Weltmeisterschaften gewann er zweimal eine Medaille im Mixed, 2009 Bronze mit Yao Yan und 2011 Gold mit Cao Zhen.

## Turnierergebnisse
| Verband | Veranstaltung     | Jahr | Ort           | Land | Einzel        | Doppel        | Mixed      | Team |
| ------- | ----------------- | ---- | ------------- | ---- | ------------- | ------------- | ---------- | ---- |
| CHN     | Pro Tour          | 2009 | Velenje       | SLO  | Silber        | Gold          |            |      |
| CHN     | Pro Tour          | 2009 | Frederikshavn | DEN  | Viertelfinale |               |            |      |
| CHN     | Pro Tour          | 2005 | Magdeburg     | GER  | letzte 32     | letzte 16     |            |      |
| CHN     | Pro Tour          | 2005 | Göteborg      | SWE  | letzte 16     | Viertelfinale |            |      |
| CHN     | Pro Tour          | 2004 | Leipzig       | GER  | letzte 32     | letzte 16     |            |      |
| CHN     | Pro Tour          | 2002 | Wels          | AUT  | letzte 32     | Viertelfinale |            |      |
| CHN     | Pro Tour          | 2002 | Kairo         | EGY  | letzte 16     | Halbfinale    |            |      |
| CHN     | Pro Tour          | 2001 | Yokohama      | JPN  | letzte 64     |               |            |      |
| CHN     | Weltmeisterschaft | 2011 | Rotterdam     | NED  |               |               | Gold       |      |
| CHN     | Weltmeisterschaft | 2009 | Yokohama      | JPN  | letzte 32     |               | Halbfinale |      |
| CHN     | Weltmeisterschaft | 2007 | Zagreb        | CRO  |               |               | letzte 16  |      |